# Rząd Barta De Wevera
Rząd Barta De Wevera – federalny rząd Belgii powołany 3 lutego 2025 roku.
9 czerwca 2024, jednocześnie z wyborami do Parlamentu Europejskiego, przeprowadzono w Belgii wybory do parlamentów regionalnych, Parlamentu Niemieckojęzycznej Wspólnoty Belgii oraz do Izby Reprezentantów (niżej izby Parlamentu Federalnego Belgii). W tych ostatnich wyborach, najwyższy rezultat (16,71% głosów – 24 mandaty na ogólną liczbę 150), uzyskał Nowy Sojusz Flamandzki (N-VA). Nazajutrz po wyborach, premier Alexander De Croo złożył na ręce króla Filipa I dymisję swojego rządu. 
W wyniku długotrwałych negocjacji, 31 stycznia 2025 została zawarta koalicja rządowa obejmująca 5 partii: Nowy Sojusz Flamandzki (N-VA), Ruch Reformatorski (MR), Zaangażowani (Les Engagés; LE), Naprzód (Vooruit) oraz Chrześcijańscy Demokraci i Flamandowie (CD&V). 3 lutego 2025 nowy gabinet został zaprzysiężony i rozpoczął urzędowanie. W skład rządu federalnego weszło wówczas (oprócz premiera Barta De Wevera) 14 ministrów, w tym 8 flamandzkich i 7 frankofońskich. Do gabinetu nie zostali natomiast powołani sekretarze stanu. W Parlamencie Federalnym (w dniu powołania rządu), w skład ugrupowań tworzących koalicję wchodziło 82 ze 150 reprezentantów i 33 z 60 senatorów. 
Koalicja rządowa nazywana jest „koalicją Arizony” – od kolorów symbolizujących należące do niej partie polityczne: żółtego (N-VA), granatowego (MR), czerwonego (Vooruit) i miedzianego (CD&V). Te same barwy występują na fladze stanowej Arizony. 

## Skład rządu
| Funkcja                                                                                                  | Minister             | Patria  |
| --- | -------------------- | ------- |
| Premier                                                                                                  | Bart De Wever        | N-VA    |
| Wicepremier                                                                                              | David Clarinval      | MR      |
| Minister pracy, gospodarki i rolnictwa                                                                   | David Clarinval      | MR      |
| Wicepremier                                                                                              | Maxime Prévot        | LE      |
| Minister spraw zagranicznych, europejskich i współpracy rozwojowej                                       | Maxime Prévot        | LE      |
| Wicepremier                                                                                              | Frank Vandenbroucke  | Vooruit |
| Minister spraw społecznych i zdrowia                                                                     | Frank Vandenbroucke  | Vooruit |
| Wicepremier                                                                                              | Vincent Van Peteghem | CD&V    |
| Minister budżetu                                                                                         | Vincent Van Peteghem | CD&V    |
| Wicepremier                                                                                              | Jan Jambon           | N-VA    |
| Minister finansów i emerytur                                                                             | Jan Jambon           | N-VA    |
| Minister sprawiedliwości                                                                                 | Annelies Verlinden   | CD&V    |
| Minister bezpieczeństwa i spraw wewnętrznych                                                             | Bernard Quintin      | MR      |
| Minister obrony                                                                                          | Theo Francken        | N-VA    |
| Minister mobilności, klimatu i transformacji ekologicznej                                                | Jean-Luc Crucke      | LE      |
| Minister ds. modernizacji administracji publicznej                                                       | Vanessa Matz         | LE      |
| Minister ds. ochrony konsumentów, zwalczania oszustw społecznych, osób niepełnosprawnych i równych szans | Rob Beenders         | Vooruit |
| Minister ds. azylu, migracji i integracji społecznej                                                     | Anneleen Van Bossuyt | N-VA    |
| Minister energii                                                                                         | Mathieu Bihet        | MR      |
| Minister ds. samozatrudnionych oraz małej i średniej przedsiębiorczości                                  | Eléonore Simonet     | MR      |